# Келфорд (Північна Кароліна)
Келфорд (англ. Kelford) — місто (англ. town) в США, в окрузі Берті штату Північна Кароліна. Населення — 203 особи (2020).

## Географія
Келфорд розташований за координатами 36°10′52″ пн. ш. 77°13′27″ зх. д. / 36.18111° пн. ш. 77.22417° зх. д. (36.181248, -77.224303).  За даними Бюро перепису населення США в 2010 році місто мало площу 1,25 км², уся площа — суходіл.

## Демографія
Згідно з переписом 2010 року, у місті мешкала 251 особа в 98 домогосподарствах у складі 66 родин. Густота населення становила 201 особа/км².  Було 130 помешкань (104/км²).
Расовий склад населення:
| - 75,7 % — чорних або афроамериканців - 23,1 % — білих |

До двох чи більше рас належало 1,2 %. Частка іспаномовних становила 0,0 % від усіх жителів.
За віковим діапазоном населення розподілялося таким чином: 23,5 % — особи молодші 18 років, 58,2 % — особи у віці 18—64 років, 18,3 % — особи у віці 65 років та старші. Медіана віку мешканця становила 39,3 року. На 100 осіб жіночої статі у місті припадало 87,3 чоловіків;  на 100 жінок у віці від 18 років та старших — 81,1 чоловіків також старших 18 років.
За межею бідності перебувало 34,9 % осіб, у тому числі 45,0 % дітей у віці до 18 років та 10,6 % осіб у віці 65 років та старших.
Цивільне працевлаштоване населення становило 61 особа. Основні галузі зайнятості: виробництво — 47,5 %, роздрібна торгівля — 14,8 %, мистецтво, розваги та відпочинок — 14,8 %.